# Осогово
Осогово или Осоговска планина је планина између југозападне Бугарске и североисточне Северне Македоније. Планина је дугачка око 110 km и око 50 km широка. Највиши врх планине је Руен на 2251 m надморске висине, а један од познатијих је и Царев врх (Султан Тепе), висок 2076 m. 
Осогово је најсевернија и највиша планина из групе Осоговско-Беласичких планина.
Најбитнији градови у близини планине су Ћустендил у северној Бугарској Кочани и Крива Паланка у Северној Македонији.
На планини се налазе разне металне руде. Такође на планини је развијен туризам преко целе године.
Планина „Осогово“, на македонској страни има доста букове шуме, веома је богата лековитим биљкама и гљивама, као и боровницом. Од животиња има доста дивљих свиња и зечева. На 2000 метара надморске висине, на путу од рудника „Сасе“, ка Руену се налази „Хајдучка чесма“.

## Прошлост
На падинама Осоговске планине, надомак српско-бугарске границе подигнут је споменик палим српским ратницима. Била је то заслуга граничарског капетана Јове Пешића, који је учествовао 1913. године у борбама против Бугара. Рад на изградњи споменика у облику пирамиде, на којој је писало: "Погинулим у рату 1913." започет је 1929. године. На пола километра од границе, на потезу "Велика Божидарица", налазио се споменик, који је освештао почетком септембра 1932. године митрополит скопски Јосиф.